# Мешвилдишвили, Георгий Кахаевич
Георгий Кахаевич Мешвилдишвили (род. 13 мая 1992, Тбилиси; груз. გიორგი მეშვილდიშვილი, азерб. Qiorqi Kaxa oğlu Meşvildişvili) — азербайджанский борец вольного стиля и сумоист грузинского происхождения, выступающий в весовой категории до 125 кг, бронзовый призёр летних Олимпийских игр 2024 года, чемпион Европы по борьбе 2025 года, чемпион Европы по сумо, бронзовый призёр чемпионатов Европы 2023 и 2024 годов, победитель открытого чемпионата Азербайджана по борьбе 2021 года.

## Биография
Георгий Мешвилдишвили, представляя Грузию, выигрывал чемпионат Европы по сумо. В 2017 году он завоевал серебряную медаль чемпионата Европы среди борцов до 23 лет в Польше, проиграв в финале Мурадину Кушхову из России. Также он становился призёром международных турниров в Киеве, Владикавказе, Польше, Армении и Казахстане. Дорогу же спортсмену на чемпионаты мира и Европы по вольной борьбе зачастую перекрывал лидер сборной Грузии двукратный призёр Олимпийских игр Гено Петриашвили.
В декабре 2021 года Мешвилдишвили победил на открытом чемпионате Азербайджана. С конца этого же года начался процесс смены спортивного гражданства Мешвилдишвили. В начале 2023 года стало известно, что Георгий Мешвилдишвили будет выступать за сборную Азербайджана по вольной борьбе.
Дебют Мешвилдишвили в составе сборной Азербайджана состоялся в начале февраля на рейтинговом турнире в Хорватии. На этом турнире в Загребе Мешвилдишвили вышел в финал, где должен был бороться с Амиром Гусейном Аббасом из Ирана, но не вышел на ковер из-за травмы. В итоге Мешвилдишвили получил техническое поражение и довольствовался серебряной медалью.
В апреле 2023 года принимал участие на чемпионате Европы в Загребе. В квалификации Мешвилдишвили победил Геннадия Чудиновича из Германии, но в четвертьфинале проиграл Таха Акгюлю из Турции. В схватке за бронзу же он одолел Абраама Коньедо из Италии.
На Олимпиаде 2024 года в Париже Мешвилдишвили удалось дойти до полуфинала и выиграть бронзовую медаль на первых в своей карьере Олимпийских играх. Распоряжением президента Азербайджанской Республики Ильхама Алиева от 13 августа 2024 года Георгий Мешвилдишвили за высокие достижения на XXXIII Летних Олимпийских играх в Париже и заслуги в развитии азербайджанского спорта был награждён орденом «За службу Отечеству III степени».
В апреле 2025 года на чемпионате Европы в Братиславе в весовой категории до 125 кг завоевал золотую медаль. В финальной схватке одолел соперника из Грузии Соломона Манашвили.